# VfL Rhede
Der VfL Rhede 1920 e. V. ist ein Sportverein aus Rhede in Nordrhein-Westfalen. Neben der Fußballabteilung existiert auch eine Abteilung Tischtennis. Die Vereinsfarben sind Schwarz und Weiß.

## Geschichte
Der Verein wurde am 26. April 1920 unter dem Namen „Sport- und Spielverein Rhede“ gegründet. Die Fußballbegeisterung in und um Rhede war zu jener Zeit enorm, bereits im ersten Gründungsjahr hatte der Verein 64 aktive Mitglieder. Im Jahre 1938 erfolgte der Zusammenschluss der beiden noch bestehenden Sportvereine „Spiel- und Sportverein“ und „Turnverein“ Rhede zum „Verein für Leibesübungen“ (VfL), der verschiedene Sportarten wie Fußball, Turnen, Leichtathletik und Handball anbot. Nach dem Zweiten Weltkrieg trennten sich die beiden Vereine wieder, der ursprüngliche „Spiel- und Sportverein“ behielt jedoch den Namen VfL bei.
Die erfolgreichste Ära der 1. Fußballmannschaft begann in den 1970er Jahren, als der VfL Rhede nacheinander den Aufstieg in die Landesliga (1976), die Verbandsliga Niederrhein (1978) und schließlich 1982 unter Trainer Dieter Münnich sogar den Aufstieg in die dritthöchste deutsche Spielklasse, die Oberliga Nordrhein, erreichte. Die Saison brachte nun erstmals Oberligafußball nach Rhede und namhafte Gegner stellten sich im Rheder Sportzentrum dem Publikum vor. Bekannte Traditionsvereine wie Rot-Weiß Oberhausen, 1. FC Bocholt, SC Viktoria Köln, Schwarz-Weiß Essen und der Wuppertaler SV brachten eine große Zuschauerbegeisterung. Beim Gastspiel des 1. FC Bocholt wurde mit 8000 Besuchern eine Rekordmarke erreicht.
Nach einjährigem Gastspiel und dem Abstieg folgte der sofortige Wiederaufstieg in der Saison 1983/84 und der VfL Rhede spielte nun vier Jahre von 1984 bis 1988 ununterbrochen in der Oberliga Nordrhein. Danach begann, auch aufgrund finanzieller Altlasten, der sportliche Abstieg des Vereins, man pendelte zwischen Verbands- und Landesliga. In der Saison 2008/09 feierte der VfL Rhede als Landesligameister den Wiederaufstieg in die Niederrheinliga. In den folgenden beiden Spielzeiten gelang jeweils der Klassenerhalt.
Die Saison 2011/12 beendete der VfL als Drittplatzierter und qualifizierte sich somit für die neugegründete Oberliga Niederrhein, aus der die Mannschaft 2014 wieder in die Landesliga Niederrhein abgestiegen ist. Die Saison 2016/17 der Landesliga Niederrhein  beendete der VfL als Drittplatzierter der Gruppe 2 und qualifizierte sich somit für zwei Qualifikationsspiele um den Aufstieg in die Oberliga Niederrhein gegen den Dritten der Gruppe 1. Das erste Spiel beim 1. FC Monheim endete 0:0. Das zweite Spiel, ein Heimspiel gegen den 1. FC Monheim endete mit 2:2. Wegen der Auswärtstorregel wurde der Aufstieg in die Oberliga verpasst.

## Sonstiges
Robin Gosens spielte in der C-Jugend, B-Jugend und A-Jugend des VfL Rhede. 
Er wechselte 2012 von dort zum niederländischen Erstligisten Vitesse Arnheim und erhielt dort 2013 seinen ersten Profivertrag.

## Persönlichkeiten
| - Ralf Bugla - Markus Falkenstein - Uwe Fecht - Robin Gosens - Ralf Heck | - Fabian Herbers - Paul Holz - Dirk Juch - Guido Koltermann - Uwe Montelett | - Yannik Oenning - Gerhard Pecl - Wolfgang Reichel - Mark Schierenberg - Jannis Schliesing | - Simon Terodde - Pascal Testroet - Kurt Voigt - Günther Werschy |